# 海賊行為の処罰及び海賊行為への対処に関する法律
海賊行為の処罰及び海賊行為への対処に関する法律（かいぞくこういのしょばつおよびかいぞくこういへのたいしょにかんするほうりつ、平成21年法律第55号）は、海賊行為に関する日本の法律で、刑法に対する特別法である。海賊対処法などと略される。
2009年（平成21年）6月19日に成立し、同年6月24日に公布された。

## 成立の背景
2005年頃からソマリア沖やアデン湾では、海賊による航行船舶に対する海賊行為が相次いでいた。2008年中頃から海賊被害は急増し、各国政府は現地に海軍艦船を派遣し航行船舶に対する護衛を開始した。一方、日本関係船舶は同海域の年間通航量のおよそ1割を占めていたが、これらの船舶の護衛は外国任せの状況であった。
このような状況で、日本も国際社会の中の責任ある国家として、ソマリア沖海賊の対策部隊派遣を実行する必要性が高まった。しかし、海上保安官や海上警備行動下の自衛官の、職務執行時の武器使用基準を定めた警察官職務執行法7条では、正当防衛や緊急避難や重大犯罪容疑者（懲役3年以上）が逮捕時に抵抗・逃亡する場合を除いて、武器を使用して容疑者に危害を与えることが禁止されていた。このため、仮に海賊が警告を無視して海賊行為をしようと航行船舶に海賊船を接近させるだけでは懲役3年以上の重大犯罪ではないため、海上保安官は危害を与える恐れのある海賊船への船体射撃ができないでいた。また、海賊の定義も定められておらず、国内に対応した海上警備行動では海賊から外国船舶を護衛できなかったため、実効力のある取り締まり活動は不可能であった。
そこで、2009年1月に政府は海賊対策プロジェクトチームを発足させ、同月20日に報告案をまとめ、海賊対処法の制定に向けた検討を決定した。同月28日には、海賊対処法の制定を待たずに閣議決定に基づき防衛大臣が海上自衛隊に対し自衛隊法第82条に基づく海上警備行動を発令し、これを根拠法として護衛艦の派遣を決定し、取調べなどの司法警察活動は護衛艦に同乗した海上保安官が実施することも決定した。
こうして2009年3月14日から護衛艦の派遣が開始されたが、派遣当初は海賊対処法が未施行で海上警備行動下での取り締まり活動であったため、海賊対策水上部隊が行う射撃は正当防衛射撃などに限って認められ、外国船舶の救難要請に対しては、船員法14条を根拠に救援していた。
第171回国会で本法案の審議が長引き、国会会期期限の6月3日を超えたが、同月11日に与野党が本法案を同月19日にまでに成立するよう調整し、同月19日に本法案は成立した。本法は同月24日に公布、30日後の7月24日に施行され、同日に既に派遣されていた部隊が活動するための根拠法が海上警備行動から海賊対処法に変わった。
成立した本法の第6条において、警職法第7条の要件の他に、海賊行為をする目的で接近・付きまとい・進路妨害する海賊船を停船させるために海上保安官が武器を使用できることを明文化したことで、警告を無視して接近する海賊船の船体に武器を使用して海賊の身体に危害を与えても海上保安官の違法性阻却事由が成立することが明定された。これにより海上保安官は、護衛する航行船舶に接近する海賊船への船体射撃を容易にできるようになり、さらに外国船舶も護衛できるようになったことから、実効性のある海賊取締りが可能になった。

## 内容
法律の目的と海賊行為の定義、対処に関する根拠や海賊行為への罰則を定める。2条は、海賊の行為を、船舶（軍艦等を除く）に乗船した者が、私的目的で公海または日本国領海等で行う次の7項目と定義する。
1. 暴行若しくは脅迫を用い、又はその他の方法により人を抵抗不能の状態に陥れて、航行中の他の船舶を強取し、又はほしいままにその運航を支配する行為
2. 暴行若しくは脅迫を用い、又はその他の方法により人を抵抗不能の状態に陥れて、航行中の他の船舶内にある財物を強取し、又は財産上不法の利益を得、若しくは他人にこれを得させる行為
3. 第三者に対して財物の交付その他義務のない行為をすること又は権利を行わないことを要求するための人質にする目的で、航行中の他の船舶内にある者を略取する行為
4. 強取され若しくはほしいままにその運航が支配された航行中の他の船舶内にある者又は航行中の他の船舶内において略取された者を人質にして、第三者に対し、財物の交付その他義務のない行為をすること又は権利を行わないことを要求する行為
5. 前各号のいずれかに係る海賊行為をする目的で、航行中の他の船舶に侵入し、又はこれを損壊する行為
6. 1から4までのいずれかに係る海賊行為をする目的で、船舶を航行させて、航行中の他の船舶に著しく接近し、若しくはつきまとい、又はその進行を妨げる行為
7. 1から4までのいずれかに係る海賊行為をする目的で、凶器を準備して船舶を航行させる行為

- 上記1から4は、無期または5年以上の拘禁刑に処せられる（3条1項）。1から3は未遂も処罰される（3条2項）。
  - さらに人を負傷させた場合は無期または6年以上の拘禁刑、死亡させた場合は死刑または無期拘禁刑に処せられる（4条）。未遂も（致死傷未遂罪として）処罰される（4条2項）。
- 上記5と6は、5年以下の拘禁刑に処せられる。
- 上記7は、3年以下の拘禁刑に処せられる。

## 刑事訴訟
- 2011年3月5日、ソマリア沖を航行中の商船三井のタンカー「グアナバラ号」（船籍は外国）に4人の海賊が小型船で乗り込んで船長室のドアに向けて自動小銃を発射するソマリア沖商船三井タンカー襲撃事件が発生。その後、アメリカ海軍によって身柄拘束された4人の海賊が海上保安庁に引き渡された。同年4月に日本で初めて海賊処罰法で4人の容疑者が起訴。裁判員裁判の対象となった。

## 主務官庁
- 海上保安庁
- 防衛省・海上自衛隊